# Hymenostegia felicis
Hymenostegia felicis är en ärtväxtart som först beskrevs av Auguste Jean Baptiste Chevalier, och fick sitt nu gällande namn av J.Leonard. Hymenostegia felicis ingår i släktet Hymenostegia och familjen ärtväxter. Inga underarter finns listade i Catalogue of Life.